# Saint-Martin-le-Bouillant
Saint-Martin-le-Bouillant là một xã thuộc tỉnh Manche trong vùng Normandie tây bắc nước Pháp. Xã này nằm ở khu vực có độ cao trung bình 180 mét trên mực nước biển.